# 東山文化 (越南)
东山文化（越南语：／）是于铁器时代发源于越南北部红河河谷的一个史前文化。它约繁盛于公元前700年到公元前后，它影响的区域包括东南亚其他地區至印度-马来亚群岛。
古东山人具有熟练的稻米栽培技术和水牛、猪等动物的饲养技术，使用长独木舟进行航行和渔猎。东山文化最突出的文化遗产是东山铜鼓等青铜器制品，它们在东南亚和今中国南部的广大地区都有被发现。

## 起源和繁盛
越南北部在公元前几千年就已经产生了新石器时代史前文化。该地区的地理条件为大规模的农业和畜牧业发展提供了基础，并为东山文化的产生和发展创造了条件。东山文化并非独立产生，它与藏缅语系民族、傣族、孟-高棉南亚语系民族以及老挝的查尔平原的古文化均存在联系。东山文化的核心位于越南北部的红河河谷，但它与周边地区维持着紧密的商业关系，以铜鼓作为主要商品，其商品出口范围包括东南亚的大部分地区和印度尼西亚。

## 东山铜鼓

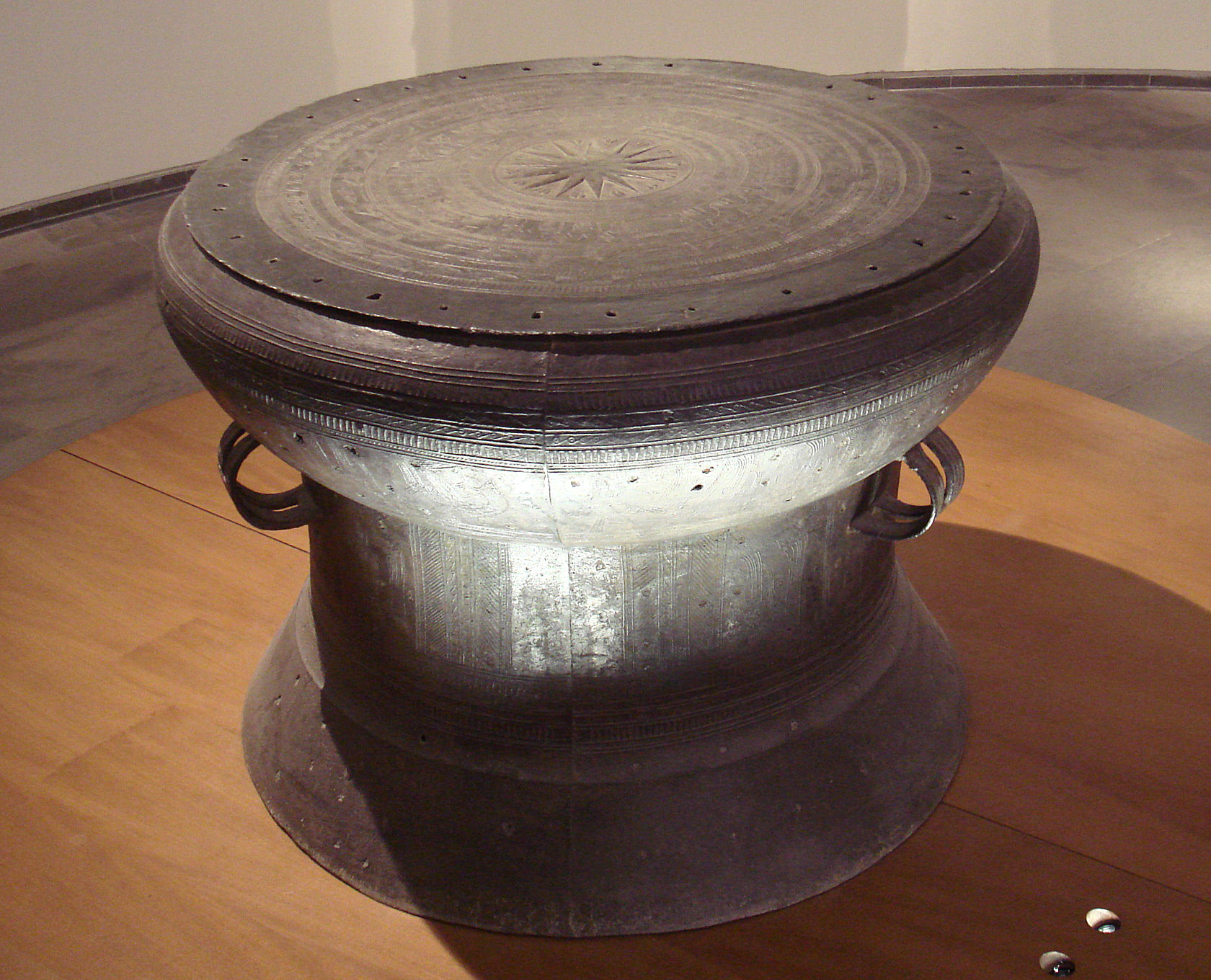
青銅鼓，越南，東山文化第二時期，公元前1000年中葉

从大约公元前1000年开始，东山文化成为东南亚最早进入铜器时代的古代文明，在东山文化的古代墓葬中曾发现了铜鼓等物品。东山铜鼓使用失蜡法铸造，其高度最高可达1米，重量最重可达100千克。东山铜鼓被作为宗教仪式用品和音乐器具，通常刻有几何图形、日常生活、战争、动物、鸟类以及船只的图案。其中的船只的图案表明了贸易在东山文化中很重要，而铜鼓被作为贸易物品和家传宝物。在当地原始文化中，拥有这些铜鼓即意味着拥有掌控万物运转的力量，也表明了富有的家庭有能力承担那些大型铜鼓的制造。在作战时铜鼓被用力击打，产生的巨大声音可以吓退敌人。东山铜鼓使用范围十分广泛，它们在今中国南部、越南、以至印度尼西亚东部都有发现。

## 衰落
对于东山文化衰落的原因并无确切定论。可能与气候环境的改变、农业活动造成当地生态环境的恶化、外族入侵、周边地区的政治环境变化等多种因素有关。在大约公元后200年，东山文化已经完全衰落。当地人基本已经忘却了东山文化的存在，他们将东山铜鼓的铸造与某些神话人物或民间传说中的英雄相联系。但是东山文化作为越南历史上最重要的古代文化之一，其科技文化成就对越南文明的发展产生了深远影响。